# 厚多士事件
厚多士事件，又名「你厚多士」事件，於2014年5月11日在香港發生，源自在香港網絡上流傳一段關於一名婦人因為被指責在港鐵列事車廂霸佔座位及進食，而被一名乘客出言阻止，繼而爆發罵戰，罵戰內容被攝錄及上載至互聯網上，影片起初分為上下兩集，及後有網民將兩段影片結集。由於片段中的婦人重覆地講「你好多事」，因為其口音而被取笑，及被惡搞成為「你厚多士」（你厚吐司），及後她在影片中被紀錄講過的其他語句均被惡搞成為其他意思。

## 起因及經過
一名拖著行李箱的婦人連同隨行的男童進入觀塘綫前往油麻地站方向的其中一列列車車廂後，隨即霸佔三個座位，並且在車廂內進食批類食物，鄰座的女乘客見狀出言阻止，引述車廂內「不准飲食」。被指摘的婦人不滿，指令隨行男童繼續進食，並且出言反擊：「你唔正常、夠膽報警啊，你又唔係梁振英、又唔係警察！」（你不正常，膽敢報警啊，你又不是梁振英、又不是警察！）批評女乘客多事，繼而爆發罵戰，女乘客隨即冷靜回應道：「梗係關我事啦！車廂係大家嘅！」（當然與我有關係！車廂是大家的！）
及後其他乘客加入罵戰，其後該名婦人破口大罵：「你多事！你又唔係梁振英！你又唔係警察！你想蝦我呀？你好多事！」（你多事！你又不是梁振英！你又不是警察！你想欺負我？你好多事！）隨後，其他乘客不值該婦人所為，聲援女乘客，該名婦人情緒激動，站聲身以粗口大罵「你想蝦我呀？你好多事！」（你想欺負我？你好多事［你真的是多管閒事］！）最後，婦人叫喊至聲嘶力竭，聲音沙啞後，與男童起身離開車廂。

## 外部連結
- 香港網絡大典 - 厚多士事件